# 中田青渚
中田青渚（日语：／ Nakata Seina；2000年1月6日—）是日本女演員、模特兒，出身自兵庫縣神戶市，Amuse旗下藝人。

## 作品列表

### 電視劇
- 愛吃拉麵的小泉同學 2016新春特別篇（2016年1月4日，富士電視台）：飾演 煮干山薰子
- 瀨戶與內海 第6集（2017年11月18日，東京電視台）：飾演 樫村一期的女性朋友
- 大阪環狀線 每人在車站的愛情故事 第3季第2集（2018年1月23日，關西電視台）：飾演 千佳
- dele 第6集（2018年8月16日，朝日電視台）：飾演 小川優菜
- 中學聖日記（2018年10月9日－12月18日，TBS）：飾演 香坂優
- 反正都快死了（2020年8月23日－9月20日，NHK BS Premium）：飾演
- 接下來是倫理課（2021年1月16日－3月13日，NHK綜合）：飾演 南香緒里
- 徵收者Honeys 第5、6集（2021年4月）：飾演 菊池美千留
- 距離初體驗還有1小時 第4集（2021年8月12日，MBS）：飾演 菜摘
- 我的妄想飯想得到誇獎 第10集（2021年9月11日，大阪電視台）：飾演 潮店的打工人・
- 善人長屋（2022年7月8日－8月26日，NHK BS Premium・BS4K）：飾演 （主演）
- 清晨首班列車的殺風景（2022年11月－12月，WOWOW）：飾演 詩子
- 我不了的費洛蒙男友 第2集 - 最終集（2022年11月23日－2023年1月18日，TBS）：飾演
- 無可奈何的我們的戀愛論（2023年1月19日－3月23日，讀賣電視台・日本電視台）：飾演
- 但是，還保有熱情 第3集 - 第10集（2023年4月23日－6月11日，日本電視台）：飾演 橋本智子
- 連續電視小說 爛漫 第67回 - 第102回（2023年7月4日－8月22日，NHK）：飾演 田邊聰子
- 我們的校內放送（2023年8月2日－8月23日，富士電視台）：飾演 藤原瑞輝
- 特命！警視廳特別會計員 第4集（2023年11月6日，關西電視台・富士電視台）：飾演
- Black Girls Talk 第5集（2024年3月4日，東京電視台）：飾演 西條若葉
- 366日（2024年4月8日－6月17日，富士電視台）：飾演 水野花音
- OCTO 〜感情搜查官 心野朱梨〜 Season2 第5集・第6集（2024年10月31日・11月8日，讀賣電視台・日本電視台）：飾演
- 若草物語 -戀愛姐妹與無法戀愛的我-（2024年11月10日－12月15日，日本電視台）：飾演
- 我的一夜情規則（2025年1月8日－2月26日，東京電視台）：飾演
- 小資女也想釣高富帥（2025年7月3日－，中京電視台・日本電視台）：飾演 百香

### 電影
- 3月的獅子 後篇（2017年4月22日）：飾演 高城惠
- 三角草的春天（2018年4月7日）：飾演 橘吉繪
- 冷杉之家（2020年3月20日）：飾演 萌繪
- 你是世界的開始（2020年7月31日）：飾演 中田琴子
- 在街上（2021年4月9日）：飾演 ，女主角
- 錯位的青春（2021年8月20日）：飾演 小林桂子
- 狗也不吃但查理會笑（2022年9月23日）
- 市子（2023年12月8日）：飾演
- 赤羽骨子的秘密保鑣（2024年8月2日）：飾演
- 六個撒謊的大學生（2024年11月22日）：飾演 波多野芳惠
- 聖☆哥傳 THE MOVIE〜聖人 VS 惡魔軍團〜（2024年12月20日）：飾演 魔羅三女

## 獎項
- 2021年度
  - 第43回橫濱電影節最優秀新人賞（《街の上で》、《あの頃。》、《うみべの女の子》）

## 外部連結
- 經紀公司個人資料頁面（日語）
- 中田青渚的X（前Twitter）（日語）